# إيفلين كولير
إيفلين كولير (بالإنجليزية: Evelyn Colyer)‏ مواليد 16 أغسطس 1902 في إنجلترا - الوفاة 6 نوفمبر 1930، كانت لاعبة كرة مضرب بريطانية. سبق أن شاركت في دورة الألعاب الأولمبية الصيفية.

## النهائيات

### الزوجي: 4 (الألقاب 0, الوصافة 4)
| الحصيلة | السنة | البطولة          | الشريك             | المنافس في النهائي        | النتيجة في النهائي |
| ------- | ----- | ---------------- | ------------------ | ------------------------- | ------------------ |
| الوصافة | 1923  | ويمبلدون         | جوان أوستن         | سوزان لنجلن إليزابيث ريان | 3–6, 1–6           |
| الوصافة | 1925  | البطولة الفرنسية | كاثلين مكين جودفري | سوزان لنجلن جولي فلاستو   | 1–6, 11–9, 2–6     |
| الوصافة | 1926  | البطولة الفرنسية | كاثلين مكين جودفري | سوزان لنجلن جولي فلاستو   | 1–6, 1–6           |
| الوصافة | 1926  | ويمبلدون         | كاثلين مكين جودفري | ماري براون راندولف ليكت   | 1–6, 1–6           |

## الميداليات
| الميدالية | المسابقة                       |
| --------- | ------------------------------ |
| برونزية   | الألعاب الأولمبية الصيفية 1924 |

## روابط خارجية
- إيفلين كولير على موقع الاتحاد الدولي لكرة المضرب (الإنجليزية)
- إيفلين كولير على موقع أوليمبيديا (الإنجليزية)